# 가쿠로촌
가쿠로촌(神久呂村)은 시즈오카현의 서부, 후치군·하마나군에 속해있던 촌이다. 현재의 하마마쓰시 니시구 동부에 해당한다.

## 역사
- 1889년 4월 1일 - 정촌제 시행에 의해 후치군 가쿠로촌이 성립하였다.
- 1896년 4월 1일 - 군 개편에 의해 하마나군에 속하게 되었다.
- 1955년 3월 31일 - 하마마쓰시에 편입해, 동일 가쿠로촌은 폐지되었다.
- 2007년 4월 1일 - 하마마쓰시가 정령지정도시로 승격해, 구촌지역은 니시구에 소속되었다.
- 2024년 1월 1일 - 하마마쓰시의 행정구역 개편에 따라 구촌 지역이 주오구로 편입되었다..

## 참고문헌
- 角川日本地名大辞典 22 静岡県